# Villaseca de Arciel
Villaseca de Arciel település Spanyolországban, Soria tartományban. Villaseca de Arciel Buberos, Portillo de Soria, Torrubia de Soria, Almazul és Gómara községekkel határos. Lakosainak száma 24 fő (2024).

## Népesség
A település népessége az elmúlt években az alábbi módon változott:
| Lakosok száma | 43   | 40   | 40   | 39   | 38   | 38   | 35   | 28   | 24   | 24   |
|               | 2001 | 2004 | 2007 | 2009 | 2012 | 2014 | 2017 | 2019 | 2022 | 2024 |